# Deputado
Em muitos países, chamam-se deputados aos representantes do povo eleitos para o parlamento.
Um deputado, no Parlamento, tem poder legislativo, isto é, no Parlamento os deputados decidem se aprovam ou não decretos-lei ou mesmo leis. Os deputados também fazem perguntas ao governo, de carácter geral ou não, de forma a averiguar o seu trabalho.
Qualquer pessoa pode ser eleita para deputado, desde que seja incluída numa lista apresentada por um partido ou coligação de partidos e reúna um número mínimo de votos. Quantos mais votos tiver o partido ou coligação, maior número de deputados pode eleger para o Parlamento.
De um partido ou coligação que tiver mais de 50% de deputados no parlamento diz-se que tem maioria absoluta, já que a soma dos deputados dos outros partidos não chega a 50%. Ter maioria absoluta torna-se vantajoso para um partido ou coligação porque evita coligações pós-eleitorais ou negociações com outros partidos para decidir sobre uma determinada matéria. Assim, com maioria absoluta, os deputados de um partido ou coligação podem votar e decidir logo sobre uma determinada Lei ou Decreto-Lei, sem recorrer a ajudas de outros partidos.
Quando o número, em percentagem, de deputados de um partido ou coligação não ultrapassa ou iguala os 50% diz-se que tem maioria relativa e  terá de recorrer (caso o voto dos outros partidos divergir) a coligações ou negociações para aprovar ou rejeitar uma determinada matéria.
Teoricamente todos os deputados que pertencem ao mesmo partido deveriam exercer o mesmo voto sobre uma matéria: chama-se a isto disciplina de voto.
Há matérias nas quais não chega a um partido ou coligação ter maioria absoluta. Essas matérias são aquelas que são transversais, isto é, são do interesse de toda a sociedade e, por isso, dizem respeito a toda a sociedade e não só a um partido. Aqui, a maioria absoluta fica sem efeito (excepto se o número de deputados de um partido for muito grande em relação aos outros) e cada deputado vota de acordo com as suas crenças, etnia, etc. sobre o assunto. Um exemplo claro disto é a legalização do aborto, um assunto que é transversal.
Em suma, um deputado é alguém eleito pelo povo para o representar no Parlamento e a quem o povo que o elegeu confia as decisões sobre variados assuntos.

## Portugal
Em Portugal, chamam-se deputados aos representantes do povo eleitos para o parlamento.
Um deputado, no Parlamento, tem poder legislativo, isto é, no Parlamento os deputados decidem se aprovam ou não decretos-lei ou mesmo leis. Os deputados também fazem perguntas ao governo, de carácter geral ou não, de forma a averiguar o seu trabalho.
Atualmente, em Portugal, têm o título oficial de deputados, os membros da Assembleia da República, das assembleias legislativas das regiões autónomas, e do Parlamento Europeu.

### Número de deputados
| Ano da eleição                          | Número de membros da câmara baixa | Número de membros da câmara alta |
| Monarquia Constitucional                | Monarquia Constitucional          | Monarquia Constitucional         |
| --------------------------------------- | --------------------------------- | -------------------------------- |
| 1820                                    | 110                               |                                  |
| 1822                                    | 118                               |                                  |
| 1826                                    | 138                               |                                  |
| 1828                                    | 154                               |                                  |
| 1834                                    | 143 (119)                         |                                  |
| 1836 (Julho)                            | 141                               |                                  |
| 1836 (Novembro)                         | 130                               |                                  |
| 1838                                    | 142                               |                                  |
| 1840                                    |                                   |                                  |
| 1842                                    | 145                               |                                  |
| 1845                                    | 142                               |                                  |
| 1847                                    | 142                               |                                  |
| 1851                                    | 159                               |                                  |
| 1852                                    | 156                               |                                  |
| 1856                                    | 162                               |                                  |
| 1858                                    | 162                               |                                  |
| 1860                                    | 179                               |                                  |
| 1861                                    | 177                               |                                  |
| 1864                                    | 177                               |                                  |
| 1865                                    | 177                               |                                  |
| 1867                                    | 177                               |                                  |
| 1868                                    | 177                               |                                  |
| 1869                                    | 107                               |                                  |
| 1870 (Março)                            | 107                               |                                  |
| 1870 (Setembro)                         | 107                               | 110                              |
| 1871                                    | 107                               | 107                              |
| 1872                                    | 107                               | 112                              |
| 1874                                    | 107                               | 109                              |
| 1875                                    | 107                               | 126                              |
| 1878                                    | 149                               |                                  |
| 1879                                    | 137                               |                                  |
| 1881                                    | 149                               |                                  |
| 1884                                    | 169                               |                                  |
| 1887                                    | 169                               |                                  |
| 1889                                    | 169                               |                                  |
| 1890                                    | 169                               |                                  |
| 1892                                    | 169                               |                                  |
| 1894                                    | 169                               |                                  |
| 1895                                    | 120                               |                                  |
| 1897                                    | 120                               |                                  |
| 1899                                    | 145                               |                                  |
| 1900                                    | 145                               |                                  |
| 1901                                    | 155                               |                                  |
| 1904                                    | 157                               |                                  |
| 1905                                    | 157                               |                                  |
| 1906 (Abril)                            | 157                               |                                  |
| 1906 (Agosto)                           | 157                               |                                  |
| 1908                                    | 157                               |                                  |
| 1910                                    | 153                               |                                  |
| Assembleia Nacional Constituinte        |                                   |                                  |
| 1911                                    | 234                               |                                  |
| I República - Congresso da República    |                                   |                                  |
| 1913                                    | 153                               | 71                               |
| 1915                                    | 163                               | 69                               |
| 1918                                    | 155                               | 73                               |
| 1919                                    | 163                               | 74                               |
| 1921                                    | 163                               | 74                               |
| 1922                                    | 163                               | 74                               |
| 1925                                    | 163                               | 73                               |
| II República - Assembleia Nacional      |                                   |                                  |
| 1934                                    | 100                               |                                  |
| 1938                                    | 100                               |                                  |
| 1942                                    | 100                               |                                  |
| 1945                                    | 120                               |                                  |
| 1949                                    | 120                               |                                  |
| 1953                                    | 120                               |                                  |
| 1957                                    | 120                               |                                  |
| 1961                                    | 130                               |                                  |
| 1965                                    | 130                               |                                  |
| 1969                                    | 130                               |                                  |
| 1973                                    | 150                               |                                  |
| Assembleia Constituinte                 |                                   |                                  |
| 1975                                    | 250                               |                                  |
| III República - Assembleia da República |                                   |                                  |
| 1976                                    | 263                               | Sem câmara alta                  |
| 1979                                    | 250                               | Sem câmara alta                  |
| 1980                                    | 250                               | Sem câmara alta                  |
| 1983                                    | 250                               | Sem câmara alta                  |
| 1985                                    | 250                               | Sem câmara alta                  |
| 1987                                    | 250                               | Sem câmara alta                  |
| 1991                                    | 230                               | Sem câmara alta                  |
| 1995                                    | 230                               | Sem câmara alta                  |
| 1999                                    | 230                               | Sem câmara alta                  |
| 2002                                    | 230                               | Sem câmara alta                  |
| 2005                                    | 230                               | Sem câmara alta                  |
| 2009                                    | 230                               | Sem câmara alta                  |
| 2011                                    | 230                               | Sem câmara alta                  |
| 2015                                    | 230                               | Sem câmara alta                  |
| 2019                                    | 230                               | Sem câmara alta                  |